# Paratanais rigidus
Paratanais rigidus is een naaldkreeftjessoort uit de familie van de Paratanaidae. De wetenschappelijke naam van de soort is voor het eerst geldig gepubliceerd in 1868 door Bate & Westwood.